# Tomáš Jarolím
Tomáš Jarolím (* 21. května 1969 Teplice) je český politik, místopředseda Věcí veřejných pro boj s korupcí. V současnosti duchovní pravoslavné církve, hudebník, aktivista, předseda zapsaných spolků a podnikatel.
Působil jako profesionální hudebník, baskytarista skupin Hlahol či Motorband. Do skupiny Hlahol se v závěru roku 2018 po více než třiceti letech vrátil. Živil se v zaměstnáních v oboru marketingu a PR. Pracoval jako marketingový expert pro FK Teplice. Do politiky vstoupil v roce 2010 jako nezávislý lídr kandidátky Věcí veřejných v městských volbách v Teplicích a stal se členem zastupitelstva.
V dubnu 2012 vyzval ministry své strany k tomu, aby podali demise. Chtěl tím vyvolat diskusi ve vládní koalici a změnit její status quo. Ministři Karolína Peake, Kamil Jankovský a Pavel Dobeš se ale rozhodli rozhodnutí grémia pozměněné ministrem Johnem nerespektovat. Jarolím následně z funkce místopředsedy odstoupil.
Následně žádal vyloučení Pavla Dobeše ze strany za to, že nerespektoval rozhodnutí vedení strany. Po těchto krocích nastal rozkol ve VV a vznik seskupení LIDEM. Následně odešel z VV.
Je pravoslavným věřícím a vysvěceným jáhnem.
V komunálních volbách v roce 2014 obhájil mandát zastupitele města Teplic, tentokrát jako nestraník za hnutí ANO 2011 (dostal nejvíce hlasů z celé kandidátky). V polovině června 2015 však na mandát rezignoval. Začal aktivně pracovat na projektech, které se dotýkají rozvoje cestovního ruchu v Teplicích. Aktivita v této oblasti není dle jeho slov myslitelná bez podpory města, čímž by v jeho případě docházelo ke střetu zájmů.
V roce 2016 založil společnost s ručením omezeným VisitTeplice, která pracuje v oblasti cestovního ruchu v Ústeckém kraji a provozuje řadu turistických atrakcí a zajímavostí.
V roce 2022 kandidoval do zastupitelstva města Teplic jako nestraník za SPD, byl zvolen.

## Kontroverze
V srpnu 2020 přinesly Seznam Zprávy informaci, že pravoslavný jáhen Tomáš Jarolím zprostředkoval prodej ruiny zámku Brnky u Zdib pravoslavné církvi. Zámek, vlastněný spolkem pro jeho záchranu, který jej získal za 1 Kč, byl spolkem pravoslavné církvi prodán za 10 milionů korun, navíc se zástavním břemenem ve výši 109 milionů Kč. Peníze z prodeje zámku si podle Seznam Zpráv rozdělili tři členové spolku, mezi nimiž je i Jarolím.